# Jody Craddock
Jody Darryl Craddock (Redditch, 25 luglio 1975) è un ex calciatore inglese, di ruolo difensore.

## Palmarès

### Club

#### Competizioni nazionali
- Football League Championship: 1

Wolverhampton: 2008-2009